# Coleophora approximata
Coleophora approximata é uma espécie de mariposa do gênero Coleophora pertencente à família Coleophoridae.